# Stamnodes instar
Stamnodes instar är en fjärilsart som beskrevs av Paul Dognin 1904. Stamnodes instar ingår i släktet Stamnodes och familjen mätare. Inga underarter finns listade i Catalogue of Life.